# Hylaea
A Hylaea a rovarok (Insecta) osztályának lepkék (Lepidoptera) rendjébe, ezen belül az araszolók (Geometridae) családjába tartozó nem.

## Rendszerezés
A nembe az alábbi 2 faj tartozik:
- fenyő-sávosaraszoló (Hylaea fasciaria) (Linnaeus, 1758)
- Hylaea pinicolaria (Bellier, 1861)

## Fordítás
- Ez a szócikk részben vagy egészben  a   Hylaea (moth) című angol Wikipédia-szócikk ezen változatának fordításán alapul.  Az eredeti cikk szerkesztőit annak laptörténete sorolja fel. Ez a jelzés csupán a megfogalmazás eredetét és a szerzői jogokat jelzi, nem szolgál a cikkben szereplő információk forrásmegjelöléseként.